# Répcekőhalom
Répcekőhalom (németül: Steinberg, horvátul: Štamperak) Répcekőhalom-Dérföld déli településrésze Ausztriában, Burgenland tartományban, a Felsőpulyai járásban.

## Fekvése
Felsőpulyától 3 km-re délnyugatra a Répce partján fekszik.

## Nevének eredete
Neve a határában állt egykori várral hozható összefüggésbe.

## Története
A település első írásos említése 1223-ban "Steinprech" alakban történt. 1390-ben "Kewholm", 1396-ban "Kwhalm", 1398-ban "Poss. Kwhalm", 1410-ben "Poss. Kuholm", 1457-ben "Villa ad castrum Lewka pertinens Kuellm teutunice Stampergh", 1470-ben "Poss. Stannpergh", 1492-ben "Kehalm" alakban említik a korabeli források.
1411-től a Kanizsiak birtoka, vámjával együtt a vas vármegyei Léka várához tartozott.
A falu melletti Kirchbergen már a 12. században vár állt, melynek maradványai még láthatók. A falunak 1500-ban már állt a temploma. Lakói 1580 körül evangélikusok lettek. Első evangélikus prédikátora 1579-ben még részt vett a szombathelyi zsinaton. Katolikus plébániáját csak 1651-ben alapították újra. 1660. pünkösdjén a templomot a katolikus hitre visszatért Nádasdy Ferenc emberei és a lékai zárda priorja foglalták el. Amíg a lelkész temetni volt, azalatt ragadták el a paplak asztaláról a templomkulcsot. A 17. századtól az Esterházy család birtoka. Mai templomát 1875-ben építették. A településen 1919-ig katolikus polgári leányiskola működött.
Vályi András szerint " KŐHALOM. Stainberg. Magyar mező Város Sopron Várm. földes Ura H. Eszterházy Uraság, lakosai katolikusok, és igen kevés evangelikusok, fekszik Sopronhoz 3 2/8 mértföldnyire, hegyes, és lapályos helyen, határja közép termékenységű, terem búzát, rozsot, zabot, árpát, réttye, legelője igen kevés, bora közönséges, tűzre való fája van"
Fényes Elek szerint "Kőhalom, németül: Steinberg, német m. v. Sopron vmegyében, Kőszeghez északra 1 1/4 mfd. hegyen völgyön, 1042 kath. 4 evang. lak., paroch egyházzal. Van 492 hold szántóföldje, 322 hold rétje, 404 kapa szőleje, 3000 hold urasági erdeje, melly tölgy, cser, gyalog fenyő, fenyő és nyír fákból áll. Urbériség 23 3/8 telek. Folyóvize a Répcze. Tart 3 országosvásárt, u. m. Jubilate vasárnaputáni hetfőn; jul. 25 utáni hetfőn; olvasó vasárnap utáni hetfőn. Birja hg. Eszterházy."
1910-ben 1213, többségben német lakosa volt, jelentős magyar kisebbséggel. A trianoni békeszerződésig Sopron vármegye Felsőpulyai járásához tartozott.

## Nevezetességei
- Szent Vencel tiszteletére szentelt római katolikus temploma 1875-ben épült.
- A település nyugati szélén, a temetőtől kissé délre fekvő alacsony dombnyúlványon, a „Kirchbergen” láthatóak egy valószínűleg 12. századi vár sáncai. Az egykori vár területét ma erdő és bozót borítja.

## Külső hivatkozások
- Geomix.at Archiválva 2011. január 28-i dátummal a Wayback Machine-ben
- A répcekőhalmi Kirchberg a magyar várak honlapján[halott link]
- Magyar katolikus lexikon-Répcekőhalom
- Répcekőhalom adózói 1715-ben[halott link]
- Payr Sándor: A Dunántúli Református Egyházkerület története